# 1996 SJ4
1996 SJ4 är en asteroid i huvudbältet som upptäcktes den 21 september 1996 av Beijing Schmidt CCD Asteroid Program vid Xinglong-observatoriet.